# Hauptstrasse 2a
Die Hauptstrasse 2a ist eine Hauptstrasse in der Schweiz.
Diese Strasse verbindet Dagmersellen mit Luzern. Im Gegensatz zur Hauptstrasse 2 benutzt 2a die Verbindung über Willisau und Wolhusen, während die Hauptstrasse 2 über Sursee und Nottwil dem Sempachersee entlang verläuft. Die Hauptstrasse 2a ist 43 Kilometer lang, während die Strasse 2 auf diesem Abschnitt 33 Kilometer lang ist.

## Verlauf
Die Strasse beginnt als Abzweigung von der Hauptstrasse 2 in Dagmersellen.
Sie führt durch Willisau und Menznau nach Wolhusen, dem Ausgangspunkt ins Entlebuch (Hauptstrasse 10).  Der Kleinen Emme entlang wird Malters erreicht. Über das Renggloch führt die Strasse anschliessend weiter nach Kriens. In Luzern am Vierwaldstättersee mündet die Hauptstrasse in die Hauptstrassen 2/4/10.
Die Gesamtlänge dieser ganz überwiegend nicht-richtungsgetrennten Durchgangsstrasse beträgt rund 43 Kilometer.

## Ausbau und Sanierung Abschnitt Renggloch

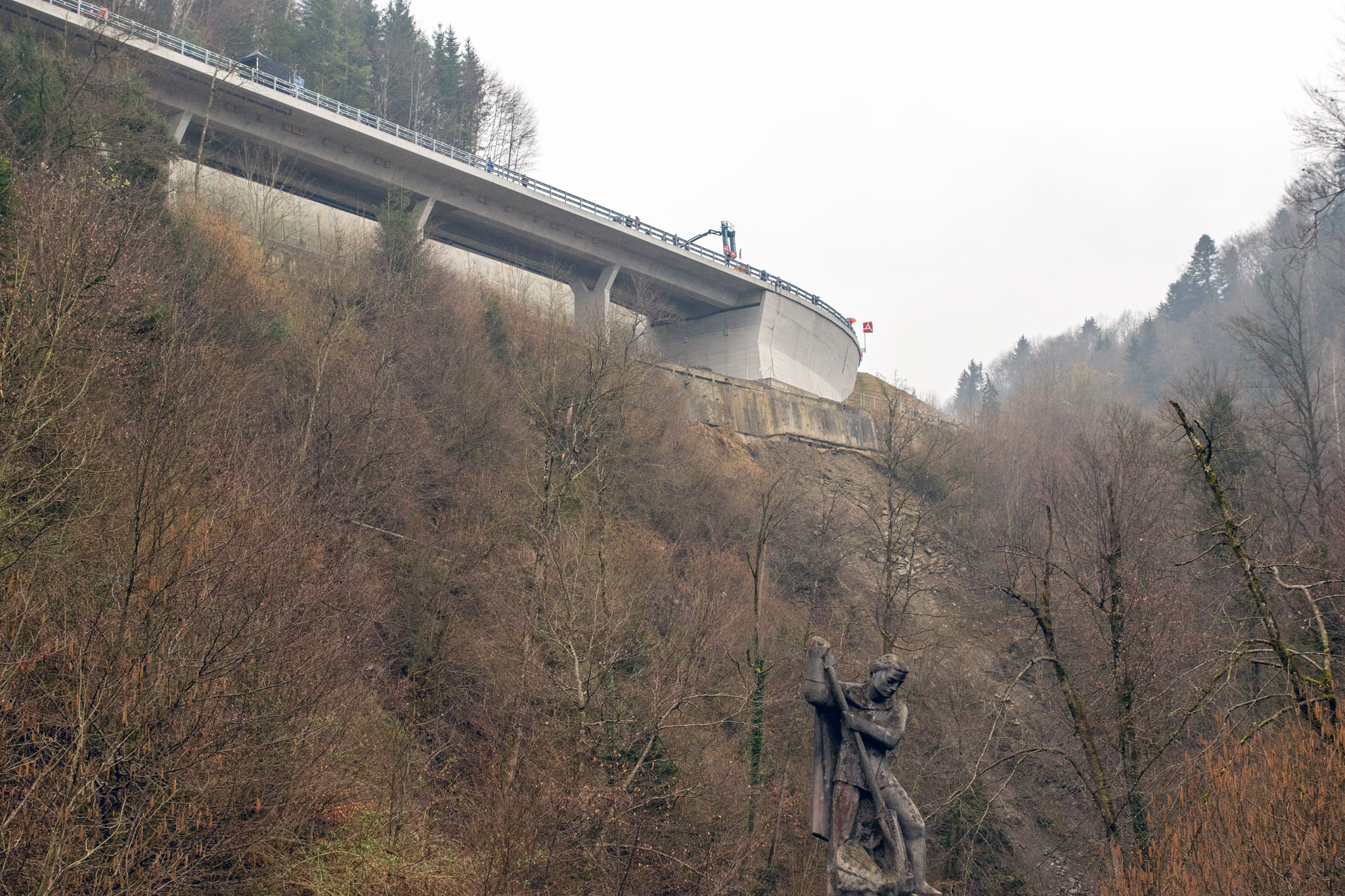
Blick auf das Lehnenviadukt Ränggloch von der Strasse im Bereich Unter-Rengg mit sichtbarem altem Strassenverlauf und im Jahr 2023 abgerutschtem Hang im Bereich des Brückenlagers

Der Ausbau und die Sanierung der Hauptstrasse 2a auf dem Abschnitt zwischen der Verzweigung Horüti in Littau und der Einmündung Hergiswaldstrasse in Kriens sowie auf der Kantonsstrasse 33a zwischen Horüti und dem Ortseingang Littau werden in vier Etappen zwischen Mai 2023 und Herbst 2025 realisiert. Kernstück der Arbeiten war der Aus- und Neubau der Kantonsstrasse auf heutige Standards und die Ergänzung eines Rad- und Gehwegs auf den ausserortsabschnitten sowie der Umbau der Verzweigung Horüti zu einem Kreisverkehr.
Der Abschnitt im Renggloch musste für die Sicherungsarbeiten gegen Hangrutsche sowie die Erstellung einer rund 160 Meter langen Lehnenbrücke ab dem 4. März 2024 komplett gesperrt werden. Nach einem Jahr Totalsperrung wurde der Abschnitt  am 15. März 2025 feierlich wiedereröffnet. Die Arbeiten umfassten auch eine rund 370 Meter lange Busspur im Bereich Hergiswaldstrasse für die neue Linie 214 Kriens-Littau-Malters, die ab 1. Mai 2025 den Betrieb aufnimmt.
Die Arbeiten auf der Obernauerstrasse in Kriens sowie die Deckbelags- und Abschlussarbeiten im gesamten Projekt werden noch bis in den Sommer 2025 dauern.